# Alfred Marshall

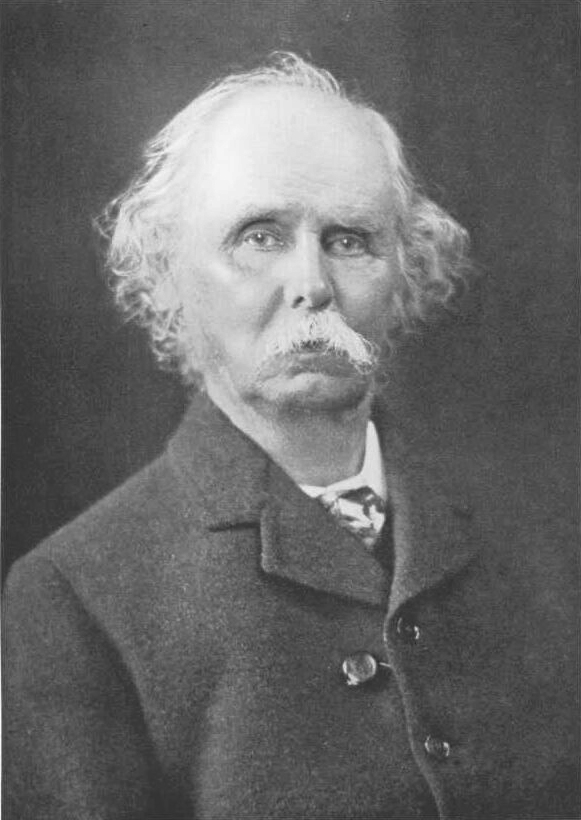
Alfred Marshall, 1921

Alfred Marshall (* 26. Juli 1842 in Bermondsey bei London; † 13. Juli 1924 in Cambridge) war einer der einflussreichsten Nationalökonomen seiner Zeit. Er ist ein Vertreter der Grenznutzenschule innerhalb der Neoklassik. Sein Hauptbeitrag besteht im Ausbau der mikroökonomischen Partialanalyse. Das von ihm popularisierte Angebots- und Nachfragediagramm des Marktdiagramms ist noch immer Standard in der Volkswirtschaftslehre.

## Leben
Marshall litt unter einem sehr strengen Vater, der ihn gerne als Priester gesehen hätte. Er studierte mit finanzieller Hilfe seines Onkels am St John’s College in Cambridge. Dort erhielt er auch seine erste Professur, die er 1877 aufgeben musste, da er Mary Paley, eine seiner Studentinnen, heiratete, was gegen die Standesregeln verstieß.
Wie viele Briten in der damaligen Zeit war Marshall begeisterter Alpinist und bestieg mit zwei österreichischen Bergsteigern nachweislich als Erster die Karlesspitze in den Ötztaler Alpen.
1883 wurde er wieder nach Cambridge berufen. Dort gelang es ihm 1903, die Ökonomie als eigenständiges Studienfach zu etablieren. Zu seinen Schülern gehörte dort unter anderen John Maynard Keynes. 1908 emeritierte er, sein Nachfolger wurde sein Schüler Arthur Cecil Pigou. 1916 wurde Marshall, seit 1902 Mitglied der British Academy, in die American Academy of Arts and Sciences gewählt.

Die geometrische Darstellung eines Marktes

In seinem 1890 veröffentlichten Buch Principles of Economics, das für lange Zeit führend in Großbritannien war, stellte er viele Theorien seiner Zeit erstmals in einem kohärenten Rahmen dar und entwickelte viele analytische Instrumente, die heute zum Standard der Volkswirtschaftslehre gehören.
So popularisierte er die von Karl Heinrich Rau entwickelte Darstellung der Theorie von Nachfrage und Angebot in Form von Angebots- und Nachfragekurven (s. unten Quelle Wolfgang Borgstedte), in denen er ebenfalls erstmals das Prinzip des fallenden Grenznutzens umsetzte. Er verglich die Angebots- und Nachfragekurven dabei mit den Klingen einer Schere. Daher spricht man auch von Scherentheorem, wenn man von einem Preis-Mengen-Diagramm mit steigender Angebots- und fallender Nachfragekurve ausgeht. Marshall prägte den Begriff Konsumentenrente als die Fläche unter der Nachfragekurve (fallend) begrenzt durch die (darunterliegende) Preisgerade; hierin impliziert der Begriff der Produzentenrente, die Fläche zwischen Angebotskurve und (darüberliegender) Preisgerade. Der Gleichgewichts-Preis in Marshalls Standard-Diagramm bedeutet dasjenige Preis-Mengen-Gleichgewicht, das den aktuellen Bedürfnissen von Anbieter(n) und Nachfragern(n) optimal entspricht. Alle Ungleichgewichts-Situationen oberhalb und unterhalb des Gleichgewichts-Preises bedeuten divergierende Präferenzen. Eine Verschiebung der Nachfrage-Kurve nach oben bedeutet entweder eine Präferenz-Veränderung der Nachfrage-Seite im Sinne höheren Mengenbedarfs (es wird hinzugekauft) oder das Hinzutreten neuer Nachfrager. Gegengleich wirkt eine Verschiebung der Kurve nach unten, und dieselben Aussagen sind natürlich analog in die Angebots-Kurve hinein interpretierbar (siehe auch Preisbildung).
Eine Formel Marshalls entwickelte Abba P. Lerner später weiter. Sie ist seither als Marshall-Lerner-Bedingung bekannt. Auch führte Marshall die Ceteris paribus-Klausel als Instrument ein.
Da Marshall entgegen der gängigen Norm den Preis als unabhängige Variable in vertikaler Richtung abtrug, wird diese vertauschte Form der Achsenbezeichnung heute traditionellerweise in der Ökonomie fortgeführt.
Alfred  Marshall prägte den Begriff Terms of Trade in der 1923 erschienenen Auflage seines erstmals 1890 veröffentlichten Buchs Principles of Economics. Zwar wird auch Frank William Taussig als Vater des Begriffs erwähnt, doch bestätigte dieser 1927, dass der Begriff von Marshall stamme.

## Veröffentlichungen

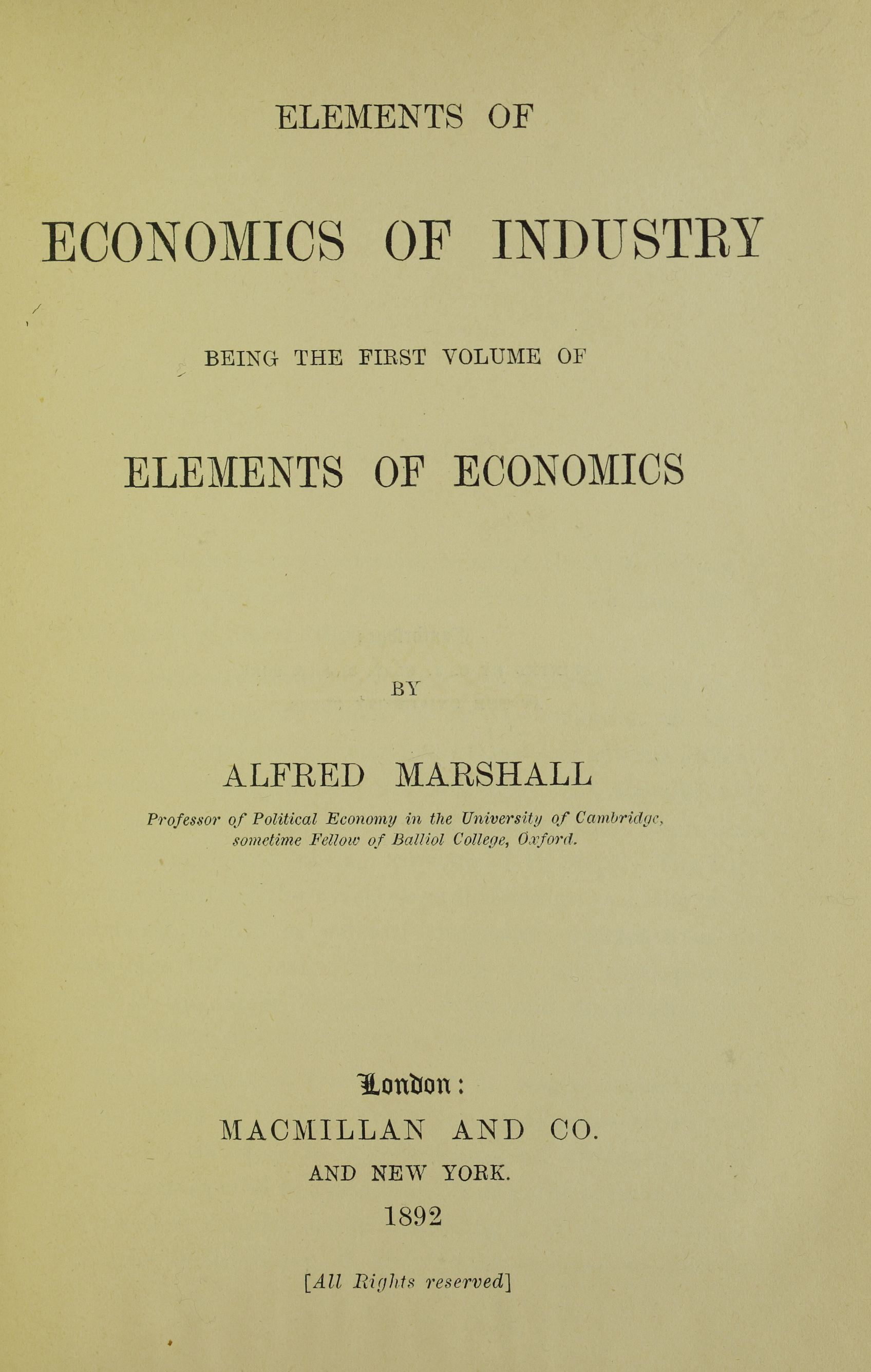
Elements of economics of industry, 1892

- Principles of Economics, Macmillan, London 1890
- Elements of Economics of Industry, Macmillan, London 1892